# NERVA

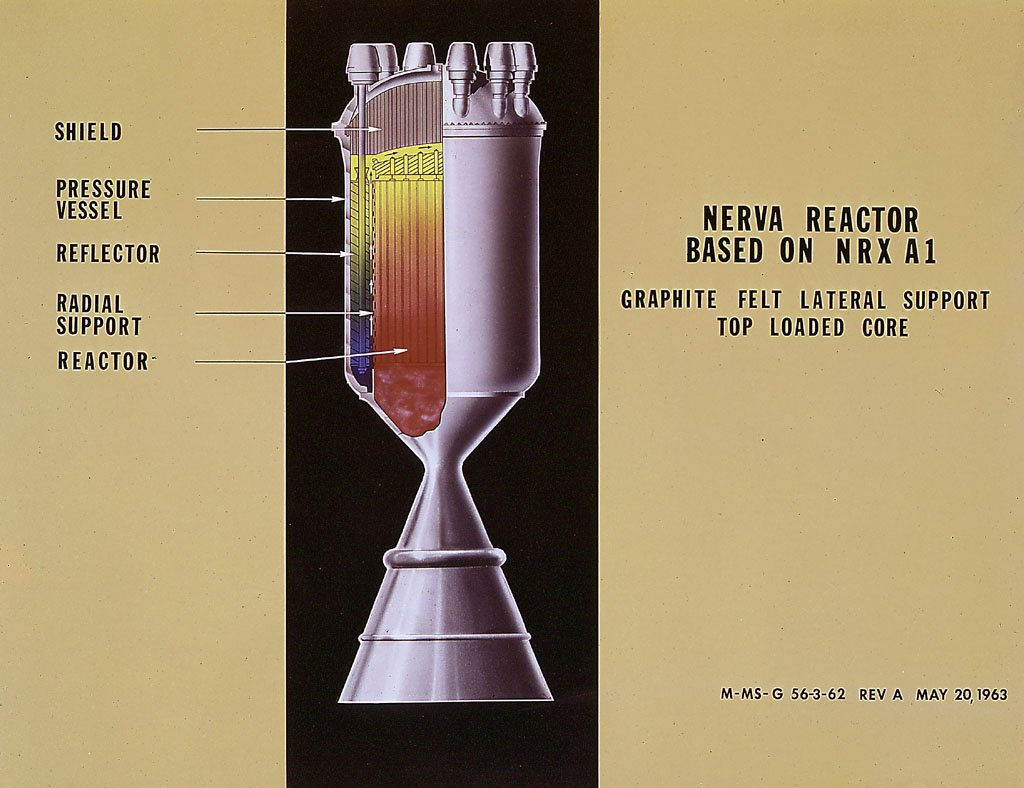
NERVA核动力火箭引擎示意图

NERVA（Nuclear Engine for Rocket Vehicle Application，火箭飞行器用核引擎）是美国原子能委员会(Atomic Energy Commission,简称AEC)和NASA旗下的项目，由航天核推进局(Space Nuclear Propulsion Office，简称SNPO)领导。整个项目于1972年终止，SNPO也于同年解散。

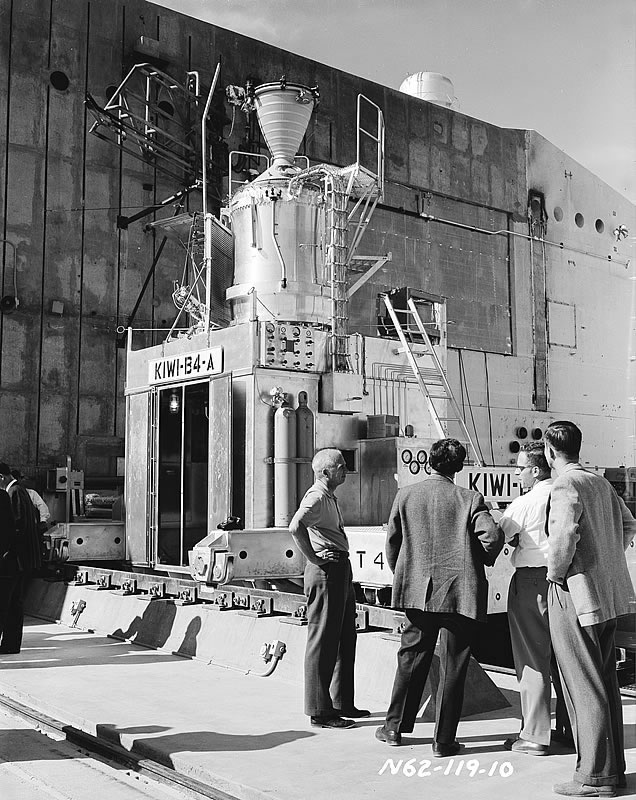
Kiwi裝置

NERVA计划论证了核热力火箭可以成为太空探索的一项可现实可靠的工具。在1968年底，SNPO测试完成最新型号的NERVA引擎——NRX/XE后，认为NERVA可以用于载人火星任务。尽管NERVA引擎在测试后已经被认可可以胜任飞行任务，而且引擎也正准备整合入宇航器中，但在最终飞往火星的梦想实现前，NERVA随同其他耗资巨大的太空任务被尼克松政府取消。
NERVA曾被AEC，SNPO和NASA寄予厚望，而实际上，整个项目的成就也达到甚至超过它原先的目标。NERVA最主要的任务是“为太空任务提供核动力推进系统的科技基础”。

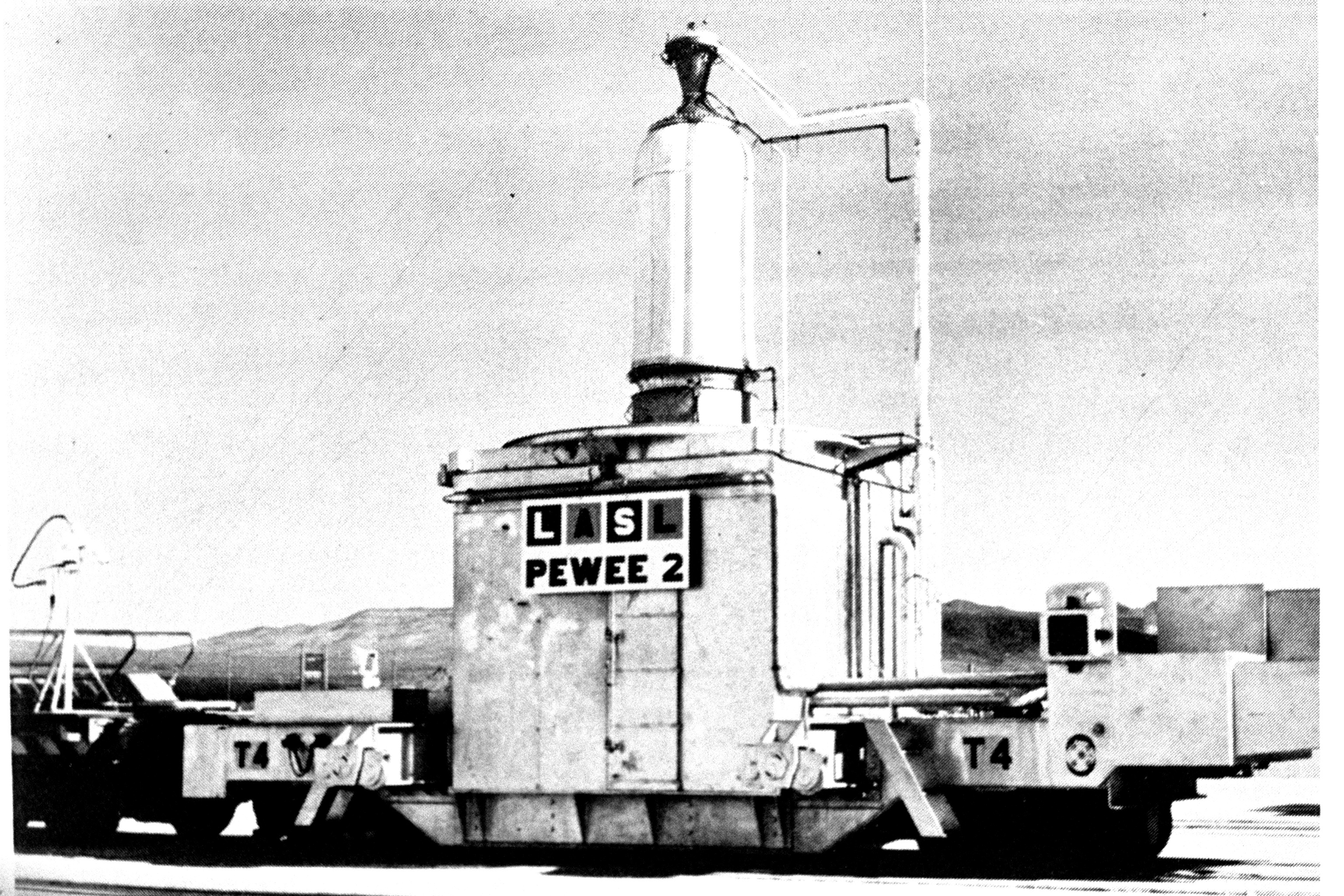
Pewee裝置

## 历史
洛斯阿拉莫斯实验室于1952年开始研发核动力火箭。1955年，劳伦斯-利弗莫国家实验室的副主任找到了一种方法得以大幅度减轻反应堆重量使得项目提速，之后该项目开始被称之为“流浪狗计划”。到1961年，由于“流浪狗计划”的飞速进度，NASA的马歇尔太空飞行中心开始考虑在他们的太空任务中使用核动力火箭。马歇尔太空飞行中心计划最早在1964年使用来自于洛斯阿拉莫斯实验室研发的核动力火箭将核动力空间试验机（RIFT：Reactor-In-Flight-Test ）发射升空。由于来自于此类太空任务的计划与需求，一个被称为“航天核推进局”（Space Nuclear Propulsion Office）的机构成立了。SNPO的建立使得AEC和NASA得以协同工作。由H. B. "Harry" Finger担任SNPO的第一届主任。Finger上任后做出了推迟发射RIFT的决定，并给核动力火箭引擎制定了十分严格精确的目标，在此之后RIFT才会被允许发射。
Finger紧接着挑选了Aerojet公司和Westinghouse公司参与研发NERVA引擎。与此同时，NERVA也会得到来自洛斯阿拉莫斯实验室的科技支持。经过考虑，SNPO选择了比冲825秒，推力75，000磅的KIWI-B4核动力火箭设计（Kiwi——鹬鸵，一种产自新西兰的无翼鸟。）作为52英尺（从推力结构到喷嘴高22英尺）NERVA NRX（核动力火箭实验：Nuclear Rocket Experimental）的蓝本。流浪狗计划的第二阶段被称为Phoebus（太阳神），而第三阶段则是熟知的Pewee（京燕），有着更大的功率（4000 MW）、更高的功率密度和更长效的燃料。但这些工程都没有成为最终的NERVA。最终可工作的NERVA（被称为NERVA NRX）是基于KIWI的设计。而当Pewee引擎开始测试时，阿波罗计划遭到了尼克松政府大幅度的预算裁减。于是，将人类送上月球和火星计划被无限期推迟。
NERVA的研发、设计和建造几乎全部是在洛斯阿拉莫斯实验室完成的。测试则是在位于内华达测试基地由SNPO特别建造的一座大型设施内进行的。尽管洛斯阿拉莫斯在60年代测试了一系列的KIWI和Phoebus引擎，但直到1966年2月，NASA的NERVA NPX/EST(Engine System Test:引擎系统测试)并没有进行。整个测试的目标是：
1. 论证在无外部能源的情况下启动和重启引擎的可行性
2. 评估启动、关机、冷却以及重启情况下控制系统的特性（稳定和控制模式）。
3. 研究系统在过载运行下的稳定性。
4. 研究引擎部件，尤其是反应堆在多次稳定和瞬间重启下的耐用性。

所有的测试都成功完成了，而且第一台NERVA NRX连续运行了将近2个小时，包括28分钟的全推力运行。这几乎是之前的KIWI反应堆运行时间的两倍。
第二台NERVA引擎——NERVA XE被设计用来尽可能的成为一个完整的飞行系统，甚至包括使用飞行测试涡轮泵。
为了节省时间和金钱，一些不会影响系统性能的组件会被有选择的拆卸下来。与此同时，一面辐射防护盾会被添加，用来保护外部的组件。引擎将会经受从低压环境到真空室的点火和部分模拟点火实验。
NERVA NRX/EST的测试项目包括以下内容：
1. 评估引擎系统运行稳定性。
2. 表面在发展飞行用引擎中没有任何技术障碍。
3. 评估完整的引擎自动启动系统。

目标也包括测试位于Jackass Flats用于飞行引擎质检和许可的新设施。引擎总共运行了115分钟，包括28次启动。NASA和SNPO认为“测试表明核动力火箭适合太空飞行任务，而且比冲量是传统化学火箭的两倍。” 引擎的表现证明了它可以胜任NASA正在计划中的火星任务。而测试设施也表面了其可以用于火箭引擎的飞行质检和许可。
流浪狗/NERVA项目累计了17小时的运行时间包括6小时2000K以上的运行。尽管引擎、涡轮和液氢储存罐没有整合在一起，但NASA依旧决定制造可以工作的NERVA航天器。但这充满危机的火星任务因预算问题在国会造成了一些小麻烦。支持太空计划的新墨西哥州议员Clinton P. Anderson得了重病，而另一位有利的支持者Lyndon B. Johnson已经开始动摇而且决定不再担任第二任期的职务。NASA的1969年预算遭到了国会的削减，之后的尼克松政府不仅大幅削减了1970年的预算，也关闭了土星火箭的生产线并取消了阿波罗17号后的阿波罗任务。在失去用于将NERVA发射入轨的土星S-N火箭后，洛斯阿拉莫斯用Pewee和核反应堆继续将流浪狗计划进行了几年，最终于1972年彻底终止。
测试中最严重的一次人员伤害事故是一次液氢爆炸。造成两位工作人员的脚和鼓膜受伤。而在1959年的一次测试中，液氢被意外地使用殆尽，造成核心过热后爆炸。为了防止辐射等意外，工作人员在等待了三周后才外出收集四散在内华达沙漠里的碎片。